# (2004) Lexell
(2004) Lexell – planetoida z pasa głównego asteroid okrążająca Słońce w ciągu 3 lat i 74 dni w średniej odległości 2,17 au. Została odkryta 22 września 1973 roku w Krymskim Obserwatorium Astrofizycznym w Naucznyj na Półwyspie Krymskim przez Nikołaja Czernycha. Nazwa planetoidy pochodzi od Andersa Lexella, fińsko-szwedzkiego astronoma i matematyka. Przed jej nadaniem planetoida nosiła oznaczenie tymczasowe (2004) 1973 SV2.